# Marasmiellus rawakensis
Marasmiellus rawakensis är en svampart som först beskrevs av Christiaan Hendrik Persoon, och fick sitt nu gällande namn av Pegler & T.W.K. Young 1989. Marasmiellus rawakensis ingår i släktet Marasmiellus och familjen Marasmiaceae.   Inga underarter finns listade i Catalogue of Life.